# Thesprotia brasiliensis
Thesprotia brasiliensis es una especie de mantis de la familia Thespidae.

## Distribución geográfica
Se encuentra en Brasil.